# Ligny-Thilloy
Ligny-Thilloy – miejscowość i gmina we Francji, w regionie Hauts-de-France, w departamencie Pas-de-Calais.
Według danych na rok 1990 gminę zamieszkiwało 518 osób, a gęstość zaludnienia wynosiła 50 osób/km² (wśród 1549 gmin regionu Nord-Pas-de-Calais Ligny-Thilloy plasuje się na 769. miejscu pod względem liczby ludności, natomiast pod względem powierzchni na miejscu 304.).